# Guadalupe Mazanil
Guadalupe Mazanil är en ort i Mexiko.   Den ligger i kommunen Sitalá och delstaten Chiapas, i den sydöstra delen av landet, 800 km öster om huvudstaden Mexico City. Guadalupe Mazanil ligger 725 meter över havet och antalet invånare är 199.
Terrängen runt Guadalupe Mazanil är kuperad åt nordost, men åt sydväst är den bergig. Guadalupe Mazanil ligger nere i en dal. Runt Guadalupe Mazanil är det ganska tätbefolkat, med 62 invånare per kvadratkilometer. Närmaste större samhälle är Yajalón, 14,8 km norr om Guadalupe Mazanil. I omgivningarna runt Guadalupe Mazanil växer i huvudsak städsegrön lövskog.